# Río Térraba
El río Grande de Térraba es el río más grande de Costa Rica. También es conocido como río Diquís Dí ques
'), que en la lengua boruca significa «agua grande». Paralelamente el nombre Térraba se refiere a la comunidad indígena del mismo nombre que vive en sus orillas.
Está ubicado en la Provincia de Puntarenas, más específicamente en la Región Brunca al sureste del país. Nace en las faldas del Cerro Chirripó, su cauce inicia en la unión de los ríos General y Coto Brus.
Su desembocadura cubre marismas, meandros y un amplio delta (denominado Delta del Diquís. Delta Sierpe o Delta Térraba), el cual se encuentra en la Bahía de Coronado, un sector del litoral costarricense en el Océano Pacífico.
Los humedales de la cuenca baja de los ríos Sierpe y Térraba (oficialmente categorizado como Humedal Nacional Térraba Sierpe) corresponden al denominado "Valle del Diquís", formado por los sectores bajos de los ríos del mismo nombre y sus afluentes; el sector está delimitado por la fila Brunqueña y la serranía de la Península de Osa.
El río Térraba es la cuenca hidrográfica más grande de Costa Rica, y su extensión es de 5.085 km². La población ubicada en el valle de este río se divide en 27 distritos y son aproximadamente 337.325 habitantes según el censo del 2002. Asimismo, el clima en esta zona es tropical lluvioso seco.
Sobre este río está construido el Puente del Térraba que une la Carretera Interamericana que recorre todo Centroamérica con la carretera de Paso Real-San Vito de Java. Con referencia al puente se encierra una historia de migración y colonización. La población de inmigrantes italianos que se establecieron en San Vito y otros lugares vecinos de la región, contribuyeron económicamente para la construcción de este puente tan necesario para el transporte.
Los habitantes tanto del distrito de San Vito como del cantón de Coto Brus, la convirtieron en una zona cafetalera, por lo cual urgía la construcción del puente del Térraba para transportar el café y abrir paso al comercio. Además, era imprescindible para las personas que tenían que viajar al Valle Central o lugares al otro lado del afluente. En sus inicios, la forma en la que se cruzaba el río Térraba, era en una balsa de madera muy insegura, incluso carros y buses cruzaban en estas balsas; aunque ver esta escena era algo curioso, era realmente riesgoso y peligroso.

## Actividades socioeconómicas
A las orillas del Río Térraba se han desarrollado varias actividades que influyen en su economía, principalmente la agricultura, como las plantaciones de piña, que tienen una mayor extensión en el cantón de Buenos Aires. Las compañías piñeras brindan empleo a gran cantidad de trabajadores de la zona sur del país. Sin embargo, este es un trabajo poco saludable debido a los fertilizantes, plaguicidas o cualquier producto químico que se emplea, que muchas veces es perjudicial para la salud humana. Las inmensas y llanas plantaciones modifican el paisaje geográfico en esta parte de la región, pero además de la piña se cultivan otros productos como el café, el banano, entre otros.
El proyecto hidroeléctrico denominado Proyecto Hidroeléctrico El Díquis es también uno de los factores que incide en esta zona; cuyo fin es aprovechar al máximo el gran potencial hídrico que tiene el caudal del río Térraba, por constituir el más grande de Costa Rica.